# Метод TESA
Метод TESA - (англ. - Testicular Sperm Aspiration, тобто аспірація сперміїв з тканини яєчка) - допоміжна репродуктивна технологія, суть якої полягає у добуванні (аспірації) сперміїв з тканини яєчка шляхом голкової біопсії декількох ділянок яєчок.
Є інвазивним методом отримання сперматозоїдів. Проводиться під місцевою анестезією.
Різновидом методу є аспірація сперміїв з придатка яєчка - PESA (англ.- Percutaneous Epididymal Sperm Aspiration).
Маніпуляцію проводять у день пункції фолікулів та забору ооцитів у жінки.
За умови необхідності проведення процедури добування сперміїв з придатка яєчка (PESA) маніпуляція може здійснюватися протягом 12-24 годин.
Для добування тестикулярних сперміїв (TESA) – протягом 48–72 годин.
Застосовується при порушенні продукування і дозрівання сперматозоїдів (патоспермії, обструктивній азооспермії та первинній тестикулярній недостатності). 
Результатом як правило є отримання від кількох тисяч до мільйонів сперматозоїдів, однак такої кількості є недостатньо для проведення внутрішньо-маткової інсемінації. Тому у подальшому отримані сперматозоїди використовують для інтрацитоплазмічної ін'єкції.
Якщо після 5-6 пункцій кожного яєчка методом TESA сперматозоїдів не знайдено, то застосовують мікрохірургічний варіант пункції – TESE (Testicular Sperm Extraction).
При наявності гострих інфекційних захворювань будь-якої локалізації інвазивні методи є протипоказаними.